# Ioan Grigoraș
Ioan Grigoraș (né le 7 janvier 1963) est un lutteur roumain spécialiste de la lutte gréco-romaine. Il participe aux Jeux olympiques d'été de 1992 et remporte la médaille de bronze en combattant dans la catégorie des poids super lourds (100-130 kg). 

## Palmarès

### Jeux olympiques
- Jeux olympiques d'été de 1992 à Barcelone,  Espagne
  -  Médaille de bronze.